# Liste der Orte mit Namenszusatz „Kurort“
Die Liste enthält die Orte mit dem Namenszusatz „Kurort“ mit der Angabe des Jahres der Verleihung.

## Sachsen
Selbständige Städte bzw. Gemeinden
| Stadt bzw. Gemeinde    | Kreis                            | Kurort seit | Einwohner | staatliche Anerkennung                                                         |
| ---------------------- | -------------------------------- | ----------- | --------- | ------------------------------------------------------------------------------ |
| Kurort Jonsdorf        | Görlitz                          |             | 1546      | staatlich anerkannter Kurort (Luftkurort)                                      |
| Kurort Oberwiesenthal  | Erzgebirgskreis                  | 1935        | 2432      | staatlich anerkannter Kurort (Luftkurort), nur Stadtteil Kurort Oberwiesenthal |
| Kurort Oybin           | Görlitz                          | 1930        | 1510      | (keine)                                                                        |
| Kurort Rathen          | Sächsische Schweiz-Osterzgebirge | 1935        | 348       | staatlich anerkannter Kurort (Luftkurort)                                      |
| Kurort Seiffen/Erzgeb. | Erzgebirgskreis                  | 1956        | 2305      | staatlich anerkannter Erholungsort                                             |

 Orte bzw. Ortsteile 
| Ort bzw. Ortsteil    | Kreis                            | Kurort seit | Einwohner | staatliche Anerkennung             | gehört zur Stadt bzw. Gemeinde |
| -------------------- | -------------------------------- | ----------- | --------- | ---------------------------------- | ------------------------------ |
| Kurort Bad Gottleuba | Sächsische Schweiz-Osterzgebirge | 1978        | 2585      | staatlich anerkannter Kurort       | Bad Gottleuba-Berggießhübel    |
| Kurort Berggießhübel | Sächsische Schweiz-Osterzgebirge | 1972        | 2085      | staatlich anerkannter Kurort       | Bad Gottleuba-Berggießhübel    |
| Kurort Gohrisch      | Sächsische Schweiz-Osterzgebirge | 1936        | 1823      | (keine)                            | Gohrisch                       |
| Kurort Hartha        | Sächsische Schweiz-Osterzgebirge | 1904        | 1986      | staatlich anerkannter Erholungsort | Tharandt                       |
| Kurort Volkersdorf   | Meißen                           |             | 447       | (keine)                            | Radeburg                       |

## Thüringen
Folgende Orte trugen im Thüringer Wald den Namenszusatz „Kurort“. Dieser wird heute allerdings auf Grund geänderter gesetzlicher Vorschriften nicht mehr verwendet – teilweise bezeichnen sich die Orte nun als „staatlich anerkannter Erholungsort“.
- Asbach
- Brotterode
- Kleinschmalkalden
- Oberschönau
- Schmalkalden
- Steinbach-Hallenberg